# Gertrude Crawford
Lady Gertrude Eleanor Crawford (de soltera Molyneux) (1 de julio de 1868 - 5 de noviembre de 1937) fue una trabajadora británica del sector de las municiones y, de abril a mayo de 1918, la primera Comandante de la nueva Real Fuerza Aérea Femenina. También fue una de las directoras de The Stainless Steel and Non-Corrosive Metals Company Limited, fundada por Cleone Benest.

## Familia
Era la hija mayor y segunda hija de William Molyneux, IV conde de Sefton y Cecil Emily Jolliffe (1838-1899), quinta hija de William Jolliffe, I barón de Hylton.
El 25 de abril de 1905 se casó con John Halket Crawford (1868-1936), que llegó a ser comandante del 32 de Lanceros del ejército indio.

## Vida
El 26 de abril fue admitida a la libertad de la Turners' Company y en 1909 construyó un establo para Lady Arthur Cecil. A partir de 1914 trabajó en una fábrica de municiones en Erith.
Crawford fue también directora de The Stainless Steel and Non-Corrosive Metals Company Limited, creada en Birmingham en 1922 por Cleone Benest, que entonces utilizaba el nombre de C Griff. Otros directores de la empresa eran Gabrielle Borthwick y C. Davis, antiguo director de una fundición. La empresa recibió una amplia cobertura en la prensa por estar dirigida y emplear a mujeres. Utilizando el método de coloración de Benest, la empresa fabricó reflectores para lámparas, adornos, accesorios para ferrocarriles y otros artículos, antes de su disolución en 1925.
Crawford era tornera de madera y marfil. Fue miembro del Gremio de la Rosa Roja.

## Fallecimiento
Lady Crawford murió el 5 de septiembre de 1937 en Lymington, Hampshire. Su marido, John Halket Crawford, había fallecido poco menos de un año antes, el 23 de septiembre de 1936.

## Legado
El Museo de Historia de la Ciencia de Oxford alberga una colección de marfil torneado y otros objetos realizados por Lady Crawford. La Worshipful Company of Turners ofrece un premio anual en su nombre, el Concurso Lady Gertrude Crawford, uno de los tres premios «en honor a tres grandes exponentes y mecenas del torneado ornamental».